# ديسبورتيفا كابيزابا
نادي ديسبورتيفا كابيزابا (بالبرتغالية: Desportiva Capixaba) نادي كرة قدم برازيلي . تم تأسيس النادي في سنة 1963 .